# Forever Evil
Forever Evil è un crossover fumettistico pubblicato dalla DC Comics tra 2013 e 2014, la cui serie portante è stata scritta da Geoff Johns e disegnata da David Finch. È il primo crossover che coinvolge l'intero universo DC sin dall'inizio del The New 52, il reboot che ha rilanciato l'editore nel 2011. Gli eventi si dipartono dal termine di Trinity War e consistono nella battaglia che vede per protagonisti i criminali della Terra Prime (il principale universo DC) ed il Sindacato del Crimine, proveniente dalla Terra-3.
In originale, la serie sarebbe dovuta iniziare nel settembre 2013 e terminare nel marzo 2014, ma a causa di alcuni ritardi, l'ultimo capitolo fu pubblicato in maggio. Il ritardo dell'edizione finale era dovuto al fatto che Johns era arrivato alla conclusione che aveva bisogno di più pagine per concludere la storia di quanto aveva inizialmente previsto.

## Trama
Al termine degli eventi di Trinity War, il Sindacato del Crimine è riuscito a palesarsi sulla Terra Prime, sfruttando il Vaso di Pandora. Ha sconfitto tutte le Justice League, già indebolite da una precedente battaglia, ed ha imposto il suo dominio sulla Terra, il cui sole è stato oscurato. Lex Luthor, deciso a non permettere al Sindacato di governare il suo mondo, riprende l'armatura da battaglia progettata per combattere Superman e libera un clone imperfetto del suo nemico, il Soggetto B-0. Intanto Superwoman, andata a liberare i criminali dell'Arkham Asylum, cattura Nightwing ed Owlman insiste perché sia tenuto in vita, siccome vuole liberarsi della sua stessa squadra; Ultraman, invece, ha uno scontro con Black Adam, che termina con la vittoria del primo. Johnny Quick e la sua compagna Atomica affrontano prima i Giovani Titani, spedendoli nel XXX secolo sfruttando il collegamento alla Forza della Velocità di Bart Allen, poi la Doom Patrol. Capitan Cold, separato dai suoi Nemici durante uno scontro contro Power Ring e Deathstorm (versioni malvagie di Lanterna Verde e Firestorm), si unisce a Luthor, B-0 (intanto soprannominato "Bizzarro"), Black Adam e Black Manta (che ha salvato Adam dopo lo scontro con Ultraman), decisi ad affrontare il Sindacato e distruggerlo. Intanto Batman e Catwoman, gli unici delle tre League riusciti a sfuggire agli invasori, raggiungono Silas Stone ai Laboratori S.T.A.R. assieme a quello che rimane di Cyborg (separato dalla sua parte meccanica a causa di un virus creato da Atomica, ed ora è l'automa Grid).
Nel frattempo Martian Manhunter e Stargirl scoprono che i membri delle Justice League catturati sono stati intrappolati in una prigione illusoria alimentata dalla Matrice della Creazione di Firestorm. Batman e Catwoman si recano alla Batcaverna, dove raccolgono alcuni strumenti che Bruce Wayne aveva preparato per combattere i suoi compagni della Justice League nel caso fossero impazziti. Raggiungono la Wayne Enterprises, dove sono arrivati anche Luthor ed i suoi compagni, e si scontrano con la Società Segreta dei Supercriminali, guidata da Deathstroke. Durante la battaglia, Batman affronta Power Ring, ed è costretto ad utilizzare un anello del potere giallo; non riuscendo a controllarlo, il doppio di Hal Jordan ha la meglio, ma così facendo Wayne richiama sulla Terra Sinestro, che uccide Power Ring senza troppi problemi. Sistemata la Società Segreta, con Slade Wilson che passa dalla parte di Luthor, la formazione messa in piedi dallo scienziato decide di muoversi contro il Sindacato del Crimine, che, intanto, osserva il cielo del Maine farsi rosso; la morte del malvagio Jordan ha infatti causato una frattura dimensionale causata dal suo anello, andato in cerca di un sostituto.
La Lega di Luthor attacca i resti della Torre di Guardia della Justice League a Happy Harbor, dove ha sede il Sindacato. Qui il gruppo si divide: Batman, Catwoman, Luthor e Bizarro vanno alla ricerca di Nightwing mentre gli altri si occupano dei membri del Sindacato. Black Manta uccide l'Outsider (versione malvagia di Alfred Pennyworth, nonché leader della Società Segreta e uno dei responsabili dell'invasione del Sindacato), mentre Batman tenta di liberare Dick, che ha una bomba fatta di tecnologia apokolipsiana collegata al suo cuore: si disattiverà solo se esso smetterà di battere. Quando i criminali sembrano avere la meglio, liberano accidentalmente un prigioniero del Sindacato; egli si rivela essere Alexander Luthor, il doppione di Lex, che si trasforma poi in Mazahs (un'altra versione di Shazam) ed uccide Johnny Quick, assorbendo i suoi poteri, e dichiara di voler uccidere tutti i presenti, allo scopo di diventare "il più grande eroe che questo mondo abbia mai conosciuto". Frattempo, Luthor ferma il cuore di Nightwing, disinnescando la bomba; successivamente, lo riattiverà grazie ad un farmaco cardiaco.
Intanto, Ultraman e Deathstorm si scontrano con Mazahs, scoprendo che lui è il padre del bambino che Superwoman, ora sua alleata, porta in grembo. I quattro si affrontano, causando la morte del doppio di Firestorm. Dopo ciò, Alexander Luthor si scontra con Sinestro e Black Adam (non subendo danni dal suo fulmine Shazam, che però abbatte Superwoman), per poi uccidere Bizzarro; furioso, Lex lo aggredisce. Prima di venire battuto, questi si rende conto che lui ed il suo avversario, essendo la stessa persona, hanno la stessa voce: urlando la parola magica, evoca un fulmine oscuro che colpisce Alexander e lo fa tornare umano. Lex lo uccide, per poi avventarsi su Ultraman, che viene indebolito dai raggi di sole (a causa di Sinestro e Adam che interrompono l'eclissi creata dallo stesso Ultraman); morente, implora Luthor di ucciderlo, ma questi, invece, lo cattura assieme a Superwoman. Subito dopo, incontra ed elimina anche Atomica, schiacciandola. Frattanto, grazie a Cyborg, ricostruito da suo padre, gli altri eroi liberano le Justice League (intrappolate nella matrice di Firestorm, che si salva miracolosamente), grazie al Lazo della Verità di Wonder Woman (che Steve Trevor ha recuperato da Cheetah). Grid viene distrutto dal ricostruito Cyborg, con l'aiuto di Will Magnus e dei suoi Metal Men, mentre Owlman riesce a scappare.
Luthor salva la vita a Superman, rimuovendo il frammento di kryptonite inserito nel suo cervello, e viene celebrato come un eroe. Gli altri criminali che lo hanno aiutato si vedono ripulita la fedina penale. Lex si rende inoltre conto che Batman, in realtà, è Bruce Wayne. Superman, riflettendo sull'arrossarsi del cielo, si convince che Darkseid sta per tornare; in realtà, si scopre che la minaccia in arrivo è quella dell'Anti-Monitor.

## Titoli

### Storia principale
- Forever Evil - Una miniserie di sette numeri scritta da Geoff Johns e disegnata David Finch, incentrata sui cattivi dell'Universo DC,[1] e sul Sindacato del Crimine che conquista Terra-0. Il numero finale della serie, inizialmente richiesto per il rilascio a fine marzo 2014, è stato posticipato a maggio 2014.[4]

Nell'ottobre 2013, sono state pubblicate tre edizioni tie-in in sei numeri:
- Forever Evil: A.R.G.U.S. di Sterling Gates, Philip Tan, Neil Edwards, Javier Pena, Jason Paz e Jay Leisten, si concentra su Steve Trevor che con l'aiuto di un gruppo selezionato di agenti A.R.G.U.S., della criminale Killer Frost e del dottor Martin Stein (creatore della Matrice del Potere di Firestorm) mentre cercano i membri della Justice League e cacciano i membri della Società.[7][8]
- Forever Evil: Arkham War di Peter Tomasi, Scot Eaton e Jaime Mendoza, si concentra sui cattivi di Batman.[9]
  - Un numero unico conclusivo, Forever Evil Aftermath: Batman vs. Bane, di Peter Tomasi, Scot Eaton, Jaime Mendoza e Scott Hana, è stato pubblicato nell'aprile 2014.[10]
- Forever Evil: Rogues Rebellion di Brian Buccellato, Patrick Zircher e Scott Hepburn: i Nemici, un gruppo di nemici di Flash, vengono mandati a Central City per finire il lavoro di Gorilla Grodd (iniziato in Flash 23.1). Quando alcuni membri della Società Segreta tentano di distruggere l'ospedale in cui è ricoverata Lisa Snart, sorella di Capitan Cold, i Rogues si ribellano, attirando l'attenzione di Power Ring e Deathstorm. Nello scontro che segue il doppione di Firestorm toglie i poteri a Snart e il gruppo è costretto a fuggire attraverso uno specchio di Mirror Master ma un attacco di Power Ring li divide. Mentre Snart si unisce al gruppo di Luthor i restanti Rogues, guidati da Mirror Master, scoprono di essere finiti a Metropolis e che il Sindacato ha messo delle taglie sulle loro teste. Un attacco del Parassita li costringe a fare un salto alla cieca (poiché i poteri di Mirror Master si sono danneggiati in precedenza), finendo da Poison Ivy, a Gotham City. La supercriminale, non apprezzando l'eclissi permanente causata da Ultraman che sta uccidendo le sue piante, avvelena Trickster per costringere il gruppo a togliere l'eclissi. Mirror Master, aggiustati i suoi poteri, riesce a far passare della luce solare per le piante di Ivy, attirando però l'attenzione di alcuni Man-Bat che catturano il Mago del Tempo. Dopo aver liberato il compagno dalle grinfie di Mr. Freeze e Clayface ed essere scappati da Maschera Nera e la sua gang (perdendo però Heat Wave) e dalla Banda della Scala Reale (che tiene in ostaggio Lisa, poi liberata e data alle cure del Pifferaio), il gruppo viene quasi sconfitto da Johnny Quick e Atomica che tuttavia vengono teletrasportati alla Torre di Guardia da Grid, lasciando Grodd e la Società Segreta a finire il lavoro, finendo però sconfitti e imprigionati nel mondo-specchio di Mirror Master.[9]

### Villain's Month
Per il mese di settembre, in concomitanza con Forever Evil, circa un terzo dei titoli in corso all'epoca sono stati pubblicati con il nome "Villain's Month", mentre il resto ha saltato la pubblicazione. Tutti i titoli utilizzavano il sistema "punto", che sostituiva il sistema numerico attuale, che riprese nell'ottobre 2013. I titoli erano noti sia per il loro titolo di pubblicazione normale, sia per il titolo "Villain's Month". Ogni numero presenta copertine lenticolari 3D sulla parte anteriore e posteriore dell'albo. DC ha anche rilasciato versioni 2D delle copertine. Dato che le copertine 3D dovevano essere stampate con un anticipo di mesi rispetto al normale, né le copertine 3D né quelle 2D presentavano crediti creativi. Questo ha attirato critiche da Yanick Paquette, che in seguito ha chiarito le sue lamentele, dicendo che non era a conoscenza della produzione aggiuntiva necessaria per le copertine e ha capito che si trattava di una decisione che era stata costretta a fare, al fine di ottenere le coperture in tempo.
I cattivi della DC che ricevettero i loro titoli e facevano parte di Forever Evil portarono il paragone con la Legion of Doom, perché molti dei cattivi sono membri delle diverse incarnazioni della Legion of Doom. Molti dei titoli esplorano lo sfondo del malvagio titolare, alcuni dei quali sono un gioco istantaneo e altri che fanno parte di Forever Evil.

## Edizioni da collezione
Il crossover viene raccolto nei seguenti volumi:
- Forever Evil (contiene Forever Evil #1-7, 240 pagine, cartonato, 3 settembre 2014)[15]
- Forever Evil: A.R.G.U.S. (contiene Forever Evil: A.R.G.U.S. #1–6, 144 pagine, brossurato, 24 settembre 2014)[16]
- Forever Evil: Arkham War (contiene Forever Evil: Arkham War #1–6, Batman Vol. 2 #23.4, Forever Evil Aftermath: Batman Vs. Bane #1, 200 pages, paperback, September 17, 2014)[16]
- Forever Evil: Rogues Rebellion (contiene Forever Evil: Rogues Rebellion #1–6, The Flash Vol. 4 #23.1, 160 pagine, brossurato, 24 settembre, 2014)[16]
- Justice League Volume 5: Forever Heroes (contiene Justice League Vol. 2 #24–29, 168 pagine, cartonato, 10 settembre 2014)[15]
- Justice League of America Volume 2: Survivors of Evil (contiene Justice League of America Vol. 3 #8–14, 192 pagine, cartonato, 10 settembre 2014, ISBN 978-1401247263)[15]
- Suicide Squad Volume 5: Walled In (contiene Suicide Squad Vol. 4 #24–30, Suicide Squad: Amanda Waller #1, 208 pagine, brossurato, 22 ottobre 2014)[17]

I titoli "Villain's Month" del settembre 2013 sono stati raccolti nel seguente volume:
- DC Comics The New 52 Villains Omnibus (contiene Action Comics Vol. 2 #23.1–23.4, Aquaman Vol. 7 #23.1–23.2, Batman Vol. 2 #23.1–23.4, Batman and Robin Vol. 2 #23.1–23.4, Batman/Superman #3.1, Batman: The Dark Knight Vol. 2 #23.1–23.4, Detective Comics Vol. 2 #23.1–23.4, Earth 2 #15.1–15.2, The Flash Vol. 4 #23.1–23.3, Green Arrow Vol. 6 #23.1, Green Lantern Vol. 5 #23.1–23.4, Justice League Vol. 2 #23.1–23.4, Justice League Dark #23.1–23.2, Justice League of America Vol. 3 #7.1–7.4, Superman Vol. 3 #23.1–23.4, Swamp Thing Vol. 5 #23.1, Teen Titans Vol. 4 #23.1–23.2, Wonder Woman Vol. 4 #23.1–23.2, 1,184 pagine, cartonato, 11 dicembre 2013, ISBN 978-1-4012-4496-5)[18]

## Altri media
- La trama è servita come ispirazione per il videogioco del 2018, LEGO DC Super-Villains.[19]